# Schlierbach (Kocher, Abtsgmünd)
Der Schlierbach ist ein auf dem längsten Strang etwa 21⁄4 km langer Waldbach an und in der zentralen Teilgemarkung der Gemeinde Abtsgmünd im Ostalbkreis im nordöstlichen Baden-Württemberg, der nach etwa südlichem Lauf beim Weiler Wöllstein der Gemeinde von rechts in den oberen Kocher mündet.
Etwa zwölf Kilometer flussaufwärts gibt es einen weiteren und bedeutenderen rechten Kocherzufluss Schlierbach beim Weiler Niederalfingen der Gemeinde Hüttlingen.

## Name
Der Unterlauf des hier behandelten Baches wird von zwei einschlägigen Karten übereinstimmend Schlierbach genannt, die Benennung seiner zwei Hauptoberläufe aber ist widersprüchlich. Während die amtliche Gewässerkarte den deutlich längeren, am Waldgewann Kühweide entstehenden  Oberlauf Kühbächle nennt, ist er auf dem topographischen Layer desselben Kartenservers in Blau mit Schlierbach beschriftet. Der dort Schlierbach genannte kürzere rechte Oberlauf ist auf dem topographischen Layer derselben Karte gar nicht beschriftet. Dieser kürzere Quellast durchläuft ein Waldgewann Schlierbach, während der längere dessen Ostgrenze entlangläuft.
Eine andere aktuelle topographische Karte beschriftet nur den Unterlauf mit Schlierbach. Die Namenssuche auf dieser nach Kühbächle führt zur graphischen Hervorhebung nicht etwa des linken Quellastes, sondern eines linken Zuflusses von diesem, während die Suche nach Schlierbach darauf den Gesamtstrang aus linkem Oberlauf und Unterlauf hervorhebt.
Angesichts des unschlüssigen Gesamtbildes für die Benennung der Oberläufe – mit wohl etwas mehr Plausibilität dafür, dass beide Oberläufe den Namen Schlierbach tragen – werden diese hier im Artikel ohne definitive Namensfestlegung unter den hilfsweisen Benennungen linker bzw. rechter Oberlauf des Schlierbachs behandelt.

## Geographie

### Linker Oberlauf des Schlierbachs
Der teils als Kühbächle bezeichnete linke Oberlauf des Schlierbachs entsteht am oberen Südwesthang unter dem Büchelberger Grat im großen Waldgebiet des rechten Kochertalhangs. Er entspringt auf etwa 458 m ü. NHN an der Gemarkungsgrenze zwischen dem Abtsgmünder Gemeindeteil Pommertsweiler, der hier mit einem nur kurzen Keil von der anderen Seite des Büchelberger Grates herüberreicht, und dem Gemeindeteil Hohenstadt. Die Quelle liegt weniger als 100 Meter vom Waldsträßchen entfernt, das von Lutstrut über den Büchelberger Grat herüber nach Reichertshofen im Kochertal führt. Der zunächst südwärts, insgesamt aber südsüdostwärts laufende Oberlauf trennt dort die Waldgewanne Schlierbach im Westen und Gern im Osten.
Das Wasser fließt in einem kleinen Klingeneinschnitt auf höchstens halbmeterbreitem Bett steil und schnell zwischen meist Nadel- und Laubwaldbäumen sowie einigen Erlen bergab. Nach etwa 300 Metern steigt vom genannten Waldsträßchen ein Wirtschaftsweg ins Tälchen herab und quert den Bachlauf, er wird dem Schlierbach bis zur Mündung folgen. Dort schwenkt der Bachoberlauf auf etwas längeren südöstlichen Kurs, auf dem er nacheinander drei bis etwa 300 Meter lange Zuflüsse aus Quellen am linken Hang aufnimmt.
Auf dem folgenden, nun südsüdostwärtigen Abschnitt passiert der Bach eine am linken Unterhang liegende Wasserfassung und der begleitende Wirtschaftsweg wechselt auf die rechte Bachseite. An dessen Ende wird der Bach von einem auf dem längsten Strang fast 500 Meter langen Zufluss aus dem Osten verstärkt, in dessen Teileinzugsgebiet vier Wasserfassungen und ein Wasserreservoir liegen, auch er ist längstenteils von einem Waldweg begleitet.
An dessen Einmündung in den schlierbachbegleitenden Waldweg knickt der Bachlauf nach Südwesten ab. Bisher nur leicht geschlängelt, zeigt der Bach auf kurzer Strecke nun einige stärkere Richtungswechsel. Schließlich läuft er, nach etwa 1,6 km ab seiner Quelle und zwischen den Waldgewannen Schlierbach rechts und Wöllsteiner Hölzle links, mit dem rechten Oberlauf zusammen. Er trägt ein etwa 1,2 km² großes Teileinzugsgebiet zu dem des Schlierbachs bei.

### Rechter Oberlauf des Schlierbachs
Der rechte  Oberlauf des Schlierbachs beginnt seinen Lauf auf etwa 423 m ü. NHN näher am Sträßchen Lutstrut–Reichertshofen fast genau an einem Waldwegabzweig von dieser, die als Wegedreieck mit Bauminsel angelegt ist. Dem etwa südostwärts laufenden Abzweig nahe folgend, schlängelt sich der Bach durchs Gewann Schlierbach, teilweise in einem nur schmalen Grünstreifen zwischen Bäumen und Weg. Nach etwa 0,9 km fließt er gegenüber dem Wöllsteiner Hölzle mit dem linken Oberlauf zusammen. Er trägt ein etwas unter 0,3 km² großes Teileinzugsgebiet zu dem des Schlierbachs bei.

### Unterlauf des Schlierbachs
Nach der ⊙ Vereinigung beider Oberläufe auf etwa 389 m ü. NHN beginnt der leicht geschlungen auf den ersten zwei Dritteln südsüdostwärts, danach südwestwärts ziehende, inzwischen bis meterbreite Unterlauf des Schlierbachs. Zunächst bleibt der Bach weithin von Wald umgeben, aber bald liegt links über der weiterhin baumbestandenen Waldmulde das kleine Wiesengewann Hasenhof. Es setzt sich nach dem Laufknick südwestwärts im sehr schmalen offenen Hügelrücken Schüsselberg fort, auf dem eine Häuserzeile Wöllsteins entlang einer Siedlungsstraße nur fünfzig Meter vom Bach in seiner Talmulde darunter entfernt steht. In dieser setzt zuallerletzt auch die Talbewaldung aus, jedoch folgt weiterhin eine Begleitgalerie dem Bach. Dieser unterquert bald am Kochertalrand die dort dem Hangfuß folgende Bundesstraße 19 und fließt weniger als fünfzig Meter weiter von rechts und auf etwa 358 m ü. NHN abwärts von Wöllstein und nur etwa hundert Meter vor dessen nächstem Haus entfernt in den oberen Kocher ein.
Der Schlierbach mündet nach mit seinem linken Oberlauf 2,2 km langem Lauf mit mittlerem Sohlgefälle von etwa 45 ‰ rund 100 Höhenmeter unterhalb der Quelle am oberen Abhang des Büchelberger Grates. Mit seinem rechten Oberlauf ist der Schlierbach nur 1,6 km lang, hat ein mittleres Sohlgefälle von rund 41 ‰ und mündet rund 65 Höhenmeter unter dessen Quelle am Abzweigdreieck.

### Einzugsgebiet
Das Einzugsgebiet des Schlierbachs ist etwa 1,8 km² groß und gehört naturräumlich zum Unterraum Waldgebiet am Mittleren Kocher der Schwäbisch-Fränkischen Waldberge, überwiegend und mit beiden Oberläufen in dessen Sulzbacher Wald, mit dem Unterlauf in dessen Sulzbacher Kochertal genanntem Teil. Sein höchster Teil ist ein sehr schmaler, nur erst leicht zum Kochertal einfallender Streifen der offenen Hochebene des Büchelberger Grates am Nordostrand, wo an der Nordspitze des Gebietes etwa 525 m ü. NHN erreicht werden. Der lange Hang zum Kocher herab ist dagegen fast vollständig von Wald bestanden. Das Gebiet gehört zur Gänze zur Gemeinde Abtsgmünd und liegt, von einem kleinen Zwickel im Norden abgesehen, der zur Teilgemarkung von Pommertsweiler gehört, rechtsseits des Gesamtstrangs mit dem linken Oberlauf in der Teilgemarkung von Hohenstadt, linksseits dessen in der von Abtsgmünd selbst. Die alleinige Besiedlung darin besteht aus wenigen Häusern des Kochertalweilers Wöllstein entlang der Straße Schüsselberg linksseits über dem untersten Lauf.
Die hydrologisch bedeutendste Wasserscheide verläuft im Nordosten auf dem Büchelberger Grat, hinter ihr liegen das Einzugsgebiet von deren oberstem Zufluss Lutstruter Bach und das Quellgebiet der Bühler, eines weit abwärts des Schlierbachs ebenfalls in den Kocher mündenden Flusses. Hinter einem kurzen Stück östlicher Wasserscheide fließt der Fischbach zur Blinden Rot, dem nächsthöheren Flüsslein zum Kocher. Im Südosten konkurriert der Ammertwiesenbach wenig aufwärts zum Kocher, im Südwesten der Reichertshofer Bach nunmehr abwärts des Schlierbachs. Jenseits der westlichen Wasserscheide fließt der Gießbach wenig weiter abwärts in diesen Fluss.

## Geologie
Die Schichtenfolge im Einzugsgebiet reicht bis hinauf zum Schwarzen Jura auf dem Büchelberger Grat, wo teils Angulatensandstein, teils Psilonotenton liegt. Unter der scharfen Kante des schmalen Grates streicht dann Knollenmergel (Trossingen-Formation)  am obersten Hang aus. Die Gewässerläufe beginnen allerdings erst im Stubensandstein (Löwenstein-Formation) darunter, der im weitaus größten Teil des Einzugsgebietes ansteht. Erst nach dem letzten Richtungsknick am Unterlauf liegt die Talsohle in den unterlagernden Oberen Bunten Mergeln (Mainhardt-Formation).

## Schutzgebiete
Der offene Hochebenenstreifen auf dem Büchelberger Grat liegt im Landschaftsschutzgebiet Büchelberger Grat und Umgebung. Das östliche Einzugsgebiet umfasst einen Großteil eines Wasserschutzgebietes, das sich auf beiden Hängen, rechtsseits bis hinauf auf den Büchelberger Grat, um die Talmulde des letzten Zuflusses des linken Oberlaufes legt. Die Trinkwassergewinnungseinrichtungen dazu wurden bei Letzterem erwähnt. Das gesamte Gebiet ist Teil des Naturparks Schwäbisch-Fränkischer Wald.

### Tourismus
Der mit weißer Muschel auf blauem Grund markierte Fränkisch-Schwäbische Jakobsweg verläuft auf seiner Etappe vom Hohenberg nach Wöllstein  auch auf dem Sträßchen von Lutstrut nach Abtsgmünd-Reichersthofen, er quert so den obersten Zipfel des Einzugsgebietes und folgt dann lange der westlichen Wasserscheide. Er ist dort gebündelt mit einem Rot-Punkt-Wanderweg des Schwäbischen Albvereins.

### LUBW
Amtliche Online-Gewässerkarte mit passendem Ausschnitt und den hier benutzten Layern: Lauf und Einzugsgebiet des Schlierbachs

Allgemeiner Einstieg ohne Voreinstellungen und Layer: Daten- und Kartendienst der Landesanstalt für Umwelt Baden-Württemberg (LUBW) (Hinweise)
1. 1 2 3 4  Höhe nach dem Höhenlinienbild auf dem Hintergrundlayer Topographische Karte.
2. 1 2 3 4  Länge nach dem Layer Gewässernetz (AWGN).
3. 1 2 3  Einzugsgebiet abgemessen auf dem Hintergrundlayer Topographische Karte.
4. ↑  Oberlaufnamen nach den Layern Gewässernetz (AWGN) und Gewässername, Beschriftung auf dem Layer Topographische Karte.
Demgegenüber Beschriftung bzw. Namenssuche auf Mapserver des Landesamtes für Geologie, Rohstoffe und Bergbau (LGRB) (Hinweise).
Auch das ältere Meßtischblatt 7025 Untergröningen von 1935 in der Deutschen Fotothek klärt die Frage der Oberlaufnamen nicht schlüssig, da dort der nur einmalig auftretende blaue Namenszug – bis auf die ersten zwei Buchstaben vom linken Oberlauf her, deren Platzierung sich auch durch graphische Notwendigkeiten erklären ließe – nur dem Unterlauf entlangläuft.
5. 1 2  Länge abgemessen auf dem Hintergrundlayer Topographische Karte.
6. 1 2  Natur teilweise nach dem Layer Geschützte Biotope.
7. ↑  Schutzgebiete nach den einschlägigen Layern.

### Andere Belege
1. ↑  Hansjörg Dongus: Geographische Landesaufnahme: Die naturräumlichen Einheiten auf Blatt 171 Göppingen. Bundesanstalt für Landeskunde, Bad Godesberg 1961. → Online-Karte (PDF; 4,3 MB)
2. ↑  Geologie nach den Layern zu Geologische Karte 1:50.000 auf: Mapserver des Landesamtes für Geologie, Rohstoffe und Bergbau (LGRB) (Hinweise)